# Це давнє почуття
«Це давнє почуття» (англ. That Old Feeling) — американська комедія 1997 року режисера Карла Райнера з Бетт Мідлер і Деннісом Фаріна в головних ролях.

## Сюжет
Молода серйозна дівчина Моллі виходить заміж за політика Кіта. Вона щаслива, єдине, що псує її настрій, це те, що на весіллі мають бути її батьки, а вони розлучені і буквально ненавидять один одного. Як і побоювалася дочка, Ден та Лілі влаштували грандіозний скандал. Однак під час сварки вони знаходять свої давні почуття один до одного і їхній гнів трансформується в шалену пристрасть. Колишнє подружжя збігає прямо з церемонії, щоб побути вдвох. Тепер наречена має придумати, як знайти і приборкати своїх батьків, адже вона впевнена, що перемир'я не буде довгим, а їхня поведінка руйнує медовий місяць молодят.

## У ролях
| Актор               | Роль          |
| ------------------- | ------------- |
| Бетт Мідлер         | Лілі Леонард  |
| Денніс Фаріна       | Ден де Мора   |
| Паула Маршалл       | Моллі де Мора |
| Гейл О'Грейді       | Ровена        |
| Девід Раше          | Алан          |
| Денні Нуччі         | Джої Донна    |
| Джеймс Томас Дентон | Кіт Маркс     |

## Критика
Rotten Tomatoes дав оцінку 43 % на основі 14 відгуків від критиків і 59 % від більш ніж 5000 глядачів.